# Bisbat d'Ègara

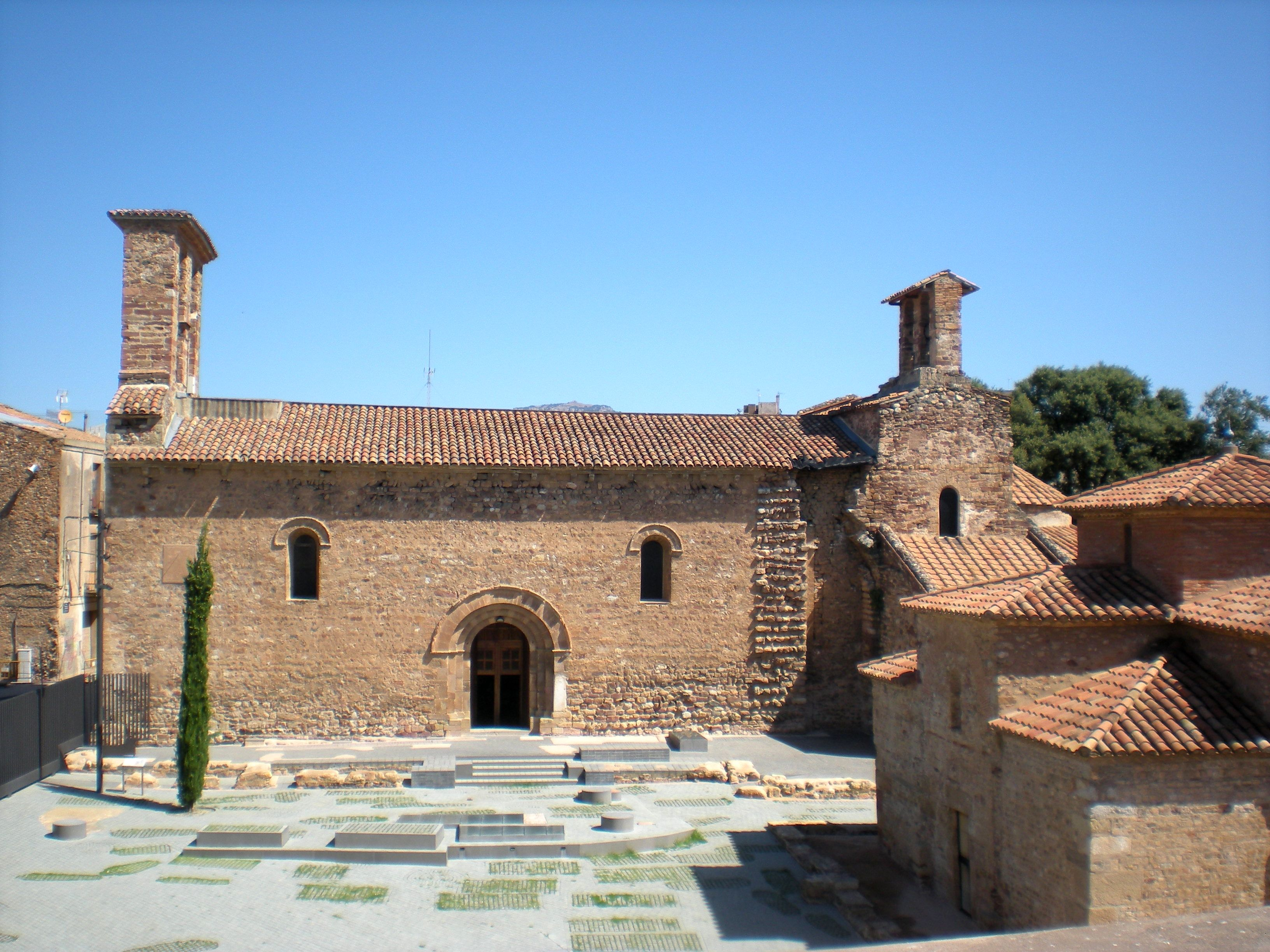
El bisbat tenia la seu a les Esglésies de Sant Pere de Terrassa.

El bisbat d'Ègara fou una demarcació de l'església catòlica a Catalunya a l'alta edat mitjana situada a Ègara, una regió de la Catalunya romana que correspon a l'actual ciutat de Terrassa. Si bé el bisbat d'Ègara no ha estat restaurat mai, al principi del segle xxi, concretament el 2004, es va crear bisbat de Terrassa, el qual és hereu d'aquest bisbat dels primers segles de cristianisme.
Ja es té constància documental que el bisbat existia a mitjan segle v, l'any 450, havent-se segregat del bisbat de Barcelona. L'any 614 s'hi va celebrar el Concili d'Ègara, provincial de la Tarraconense, i va perdurar fins a la invasió sarraïna, el 718. Després d'un intent frustrat de restauració de l'antiga diòcesi després de la Conquesta carolíngia, el bisbat va passar a dependre definitivament de Barcelona segons una capitulació reial de Carles el Calb l'any 874.
La seu de l'antic bisbat d'Ègara es trobava on avui hi ha el conjunt monumental de les esglésies de Sant Pere de Terrassa. Abastava bona part del territori del bisbat actual (en essència, les comarques del Vallès Occidental i el Vallès Oriental) i s'endinsava també pel Baix Llobregat, l'Anoia i l'Alt Penedès. Els dos extrems es trobaven a Pontons i a Gualba, al Montseny. Era fronterer amb els bisbats de Vic, Girona i Barcelona. Dintre dels seus límits es trobaven municipis actuals com Martorell, Cerdanyola del Vallès, Sabadell, Granollers, Sant Celoni, la Garriga, l'Ametlla del Vallès, Sant Llorenç Savall, Olesa de Montserrat i Piera.
De l'antiga diòcesi egarenca, cal destacar-ne els bisbes Ireneu i Nebridi d'Ègara.
Al segle xx es va recuperar el Bisbat d'Ègara com a diòcesi titular, que es manté tot i la creació del bisbat de Terrassa.

## Bisbes
- Ireneu fou el primer bisbe de la nova diòcesi d'Ègara, cap al 450. (v. 450 - d. 465)
- Nebridi, segon bisbe, esmentat per Isidor de Sevilla a l'obra De viris illustribus (a. 516 - d. 545)
- Taür o Taure (segle vi, esmentat el 546)
- Sofroni (segle vi, a. 589 - d. 592)
- Ilergi (segle vii, a. 599 - d. 610)
- ignotus, esmentat el 615, acollí a Ègara el concili de la Tarraconense, es desconeix el seu nom.
- Eugeni (segle vii, esmentat el 633)
- Vicenç (segle vii, esmentat el 653)
- Joan, el darrer bisbe egarenc conegut, que assistí al Concili de Toledo de l'any 693.[4] (a. 683 - d. 693)

## Bisbat titular d'Ègara
Des de l'any 1969, el bisbat d'Ègara és una seu titular. El març del 2020, el bisbe titular electe d'Ègara és Luis Miguel Romero Fernández, bisbe auxiliar de la Diòcesi de Rockville Centre, a Nova York, tot i que la seva ordenació s'ha suspès per la Pandèmia per coronavirus de 2019-2020.

### Bisbes titulars d'Ègara
- Justo Goizueta Gridilla, O.A.R. (14 de gener del 1970 - 15 de febrer del 1978). Bisbe-Prelat de Madera (Mèxic).
- Juan Francisco Sarasti Jaramillo, C.I.M. (8 d'agost del 1978 - 23 de desembre del 1983). Bisbe auxiliar de Cali (Colòmbia). Posteriorment, bisbe de Barrancabermeja (Colòmbia), arquebisbe d'Ibagué (Colòmbia) i arquebisbe de Cali.
- Paulius Antanas Baltakis, O.F.M. (1 de juny del 1984 - 17 de maig del 2019)
- Luis Miguel Romero Fernández, M. I. (elegit el 20 de març del 2020). Bisbe auxiliar de Rockville Centre, (Nova York, EUA)